# Christian August Geutebrück
Christian August Geutebrück (* 29. Januar 1759 in Erfurt; † 29. April 1817 in Gotha) war ein deutscher Archivrat und Regierungsrat in Gotha.

## Leben
Er wurde als Sohn des Carl August Geutebrück, späterer Amtmann und Archivrat zu Georgenthal, in Erfurt geboren. Er trat schon in jungen Jahren in den Staatsdienst des Herzog Ernst II. von Sachsen-Gotha-Altenburg. Mit dessen Sohn Friedrich, dem späteren Herzog Friedrich IV. von Sachsen-Gotha-Altenburg, verband ihn schon früh eine sehr enge Freundschaft, welche über den Tod hinaus hielt. 1803 stiftete er 200 Taler für das Frankenberg'sche Krankenhaus in Gotha, wovon das Innenmobiliar angeschafft wurde. In den Jahren 1804 bis 1810 war er zusätzlich als Finanzverwalter für Friedrich IV. tätig, solange dieser in Rom weilte. Der Herzog vermerkte dazu, dass Geutebrück die Geschäfte „mit musterhafter Ordnung und Treue“ führte. Bis zu seinem Tode gehörte Geutebrück der Freimaurerloge „Ernst zum Kompass“ an. Er fand seine letzte Ruhestätte auf dem 1909 aufgelassenen Gothaer Alten Gottesacker (auch Friedhof I genannt); sein Grabstein ist erhalten.

Das Geutebrück-Denkmal im Jahre 1885

## Nach dem Tode
Friedrich IV. reiste 1814 zum dritten Male nach Rom, um von einem Starrkrampf zu genesen. Als er im Jahre 1820 nach Gotha zurückkehrte, war sein Freund Christian August Geutebrück, welcher sich um seine Finanzen und Geschäfte kümmerte, schon seit drei Jahren verstorben. Da er ihn nicht mehr hatte sehen können und auch dessen Beerdigung auf dem alten Gottesacker nicht hatte beiwohnen konnte, setzte er ihm als letzten großen Beweis seiner Freundschaft einen Gedenkstein im Herzoglichen Park zu Gotha. Ein Jahr darauf wurde auf Bitten der Freimaurer eine Sphinx auf dem Stein angebracht, als Zeichen der treuen und engen Verbundenheit des Rathes mit der Loge „Ernst zum Kompass“.
Schöpfer der zierlichen, sehr fein gebildeten Sphinx aus Seeberger Sandstein war der Gothaer Hofbildhauer Friedrich Wilhelm Eugen Döll. Die Figur war bereits Jahre zuvor von Döll angefertigt worden und fand sich nach dessen Tod 1816 im Nachlass seiner Steinmetzwerkstatt. Der Sockel hingegen wurde von seinem Sohn Leopold Döll gefertigt.